# Előfranchise
Az Előfranchise (Franchise Prequel) a South Park című amerikai animációs sorozat 281. része (a 21. évad 4. epizódja). Elsőként 2017. október 11-én sugározták az Egyesült Államokban a Comedy Central műsorán. Magyarországon szinkronosan 2017. november 2-án szintén a Comedy Central mutatta be.
Az epizód a Marvel-moziuniverzumot parodizálja ki, illetve részletesen tárgyalja a Facebookon terjedő álhíreket. A történet egyben a "South Park: The Fractured but Whole" című játék előzménytörténete is.

## Cselekmény
Mosómedve és társai (akiket Cartman és barátai alakítanak, mint szuperhősök) azt tervezik, hogy saját alteregóikból egy franchise-t építenek, és eladják a sorozatukat a Netflixnek, ami Cartman szerint mostanában úgyis mindenre pénzt ad. Csakhogy a Facebookon váratlanul olyan álhírek kezdenek el terjedni róluk, hogy felgyújtották az amerikai zászlót, vagy hogy különféle durva szexuális tevékenységeket végeztek. A fiúk rájönnek, hogy ezeket Butters csinálja, és megpróbálják megkérni rá, hogy hagyja ezt abba, mert rossz hatással van a hírnevükre. Ő azonban nem áll le - mindezt ugyanis Káosz Professzor alteregója mögé bújva teszi, és profitszerzési céllal, ipari méretekben terjeszti az álhírt. A Netflixesek azt mondják Cartmannek, hogy amíg a helyzet nem tisztázódik, addig nem szerződnek le velük.
Az álhírek a szülők figyelmét is felkeltik, és elhatározzák, hogy tenniük kell ez ellen valamit. Meghívják a városba Mark Zuckerberget, a Facebook igazgatóját, hogy segítsen megoldani a helyzetet. Zuckerberg azonban oda se figyel rájuk, hanem minden panaszukra "blokkolni" kezdi őket - miközben úgy csinál, mintha valamilyen harcművészetet űzne. Az emberek mérgesek lesznek, amiért így viselkedik, Zuckerberg viszont a gyűlés után sem megy haza, sőt - bemegy a lakosok házaiba, beül az autójukba, megeszi az ebédjüket, és minderre azt mondja, hogy őt senki nem tudja blokkolni, lényegében mindent a saját tulajdonaként kezel. Végül az emberek a rendőrséghez fordulnak, akik azt mondják, hogy nem tehetnek semmit, mert ők hívták meg a városba és ők hagyták, hogy az életük része legyen.
Mosómedvéék felkeresik Butterst, hogy leszedessék vele az álhíreket. Butters azonban felbérelte Zuckerberget, hogy megvédje őt (mindössze 17 dollár 23 centért). Cartmannek támad egy ötlete: a városlakók szeme láttára támadnak Zuckerbergre a saját "stílójukkal". Zuckerberg leveri őket, Cartman azonban közli, hogy az egészet élőben közvetítették a Facebookon, és ő feketét (Token), mozgássérültet (Jimmy) és zsidót (Kyle) vert meg, pedig ők csak fel akartak szólalni a saját érdekükben. Zuckerberg pánikba esik és azonnal leállítja a Facebook-ot. Cartmanék most már simán le tudják állítani Butterst, akinek ráadásul az apja is megtudja, hogy ő kezdte az egészet. Stephen elhurcolja Butterst Oroszországba, egyenesen Vlagyimir Putyin színe elé, ahol először leteremti a fiát azért, mert azt mondja, hogy ezzel nem szegett szabályt, majd Putyint, hogy az álhírek terjesztésével rossz példát mutatott neki. Ezután mind Butterst, mind Putyint szobafogságra ítéli.
Most már elhárult az akadály a franchise elkészítése elől. Mysterion felháborodik, amiért ő nem kap saját filmet, csak egy videojátékot, aztán a többiek kezdenek el panaszkodni, hogy ki kap saját filmet és ki előzménytörténetet. Ezen összevesznek, és a csapat egyik fele távozik, hogy megcsinálják a saját franchise-ukat. Cartman dühösen veti utánuk, hogy "polgárháborút" akarnak, és hogy az első fázisba bele fognak bukni, mint a DC Comics.

## Érdekességek
Mark Zuckerberg szinkronhangja az eredetiben és a magyar változatban is robotszerű, ami szándékosan nincs összhangban azzal, ahogy a szája mozog - az 1970-es évek kung-fu filmjeihez hasonlóan.

## Fordítás
- Ez a szócikk részben vagy egészben  a   Franchise Prequel című angol Wikipédia-szócikk ezen változatának fordításán alapul.  Az eredeti cikk szerkesztőit annak laptörténete sorolja fel. Ez a jelzés csupán a megfogalmazás eredetét és a szerzői jogokat jelzi, nem szolgál a cikkben szereplő információk forrásmegjelöléseként.